# 山岳自治ソビエト社会主義共和国

山岳自治ソビエト社会主義共和国
Горская Автономная Советская Социалистическая Республика

山岳自治ソビエト社会主義共和国（さんがくじちソビエトしゃかいしゅぎきょうわこく、ロシア語: Го́рская АССР, Gorskaya ASSR、英語: Mountain Autonomous Soviet Socialist Republic）または山岳ASSRは、ソビエト・ロシアの北カフカースにかつて作られた短命な自治共和国。1921年1月20日から、1924年7月7日まで存在した。
以前はクバーニ州（クバーニ・コサック軍）とテレク州（テレク・コサック）の両州の一部で、ロシア革命の後、北コーカサス国家主義者の建国した北カフカース山岳共和国の一部となっていた。しかし、ロシア内戦の中、赤軍がこの地を攻略しソ連が統治を行うようになると、1918年7月7日に元あった共和国（en:Terek Soviet Republicなど）はソビエト連邦の1カ国北カフカース・ソビエト共和国に合邦された。1921年1月20日、山岳自治ソビエト社会主義共和国となった。領域は73,000km2を超え、人口はおおよそ80万人であった。
この国は、カラチャイ地区、カバルディン地区、バルカール地区、オセチア地区、イングーシ地区、チェチェン地区の6つの地域を含んでおり、グロズヌイとウラジカフカスの2つの都市を持っていた。さらにテレク・コサック（スンジャ・コサック）には、特別地区レベルのスンジャ・コサック自治区が与えられ、イングーシ北部に接する地域とグロズヌイに接する部分の飛び地を含む地域で構成されていた。
山岳ASSRの分解はすぐに始まった。1921年9月1日にカバルディン地区が分割され、カバルディン自治州に組み替えられソビエト・ロシアの統治下におかれた。これを皮切りに、次は1922年1月12日カラチャイ地区がカラチャイ・チェルケス自治州に組み替えられ、1922年1月16日にはバルカール地区が分割され、カバルディン自治州とあわせてカバルダ・バルカル自治州になった。チェチェン地区は1922年11月30日に分割されチェチェン自治州になった。
1924年7月7日、最高会議の布告によって、山岳ASSRは北オセチア自治州とイングーシ自治州に分割され、この時点で山岳ASSRは解散、消滅した。スンジャ・コサック自治区とウラジカフカス市は1924年10月17日まで最高会議の直接支配下に入り、以前の山岳ASSRの全ての地域とさらに2つの地域から北コーカサス地方が構成された。

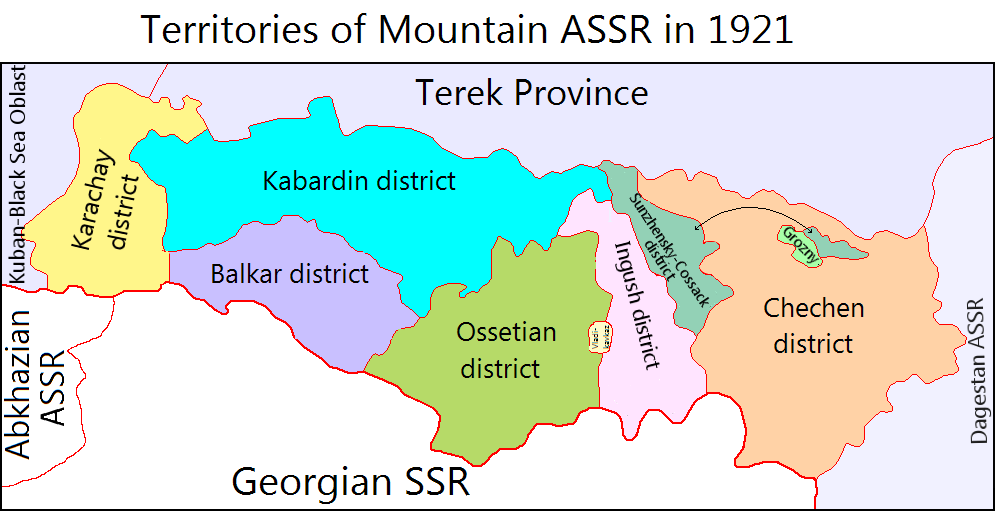
1921年の領土の様子